# 三星Q1

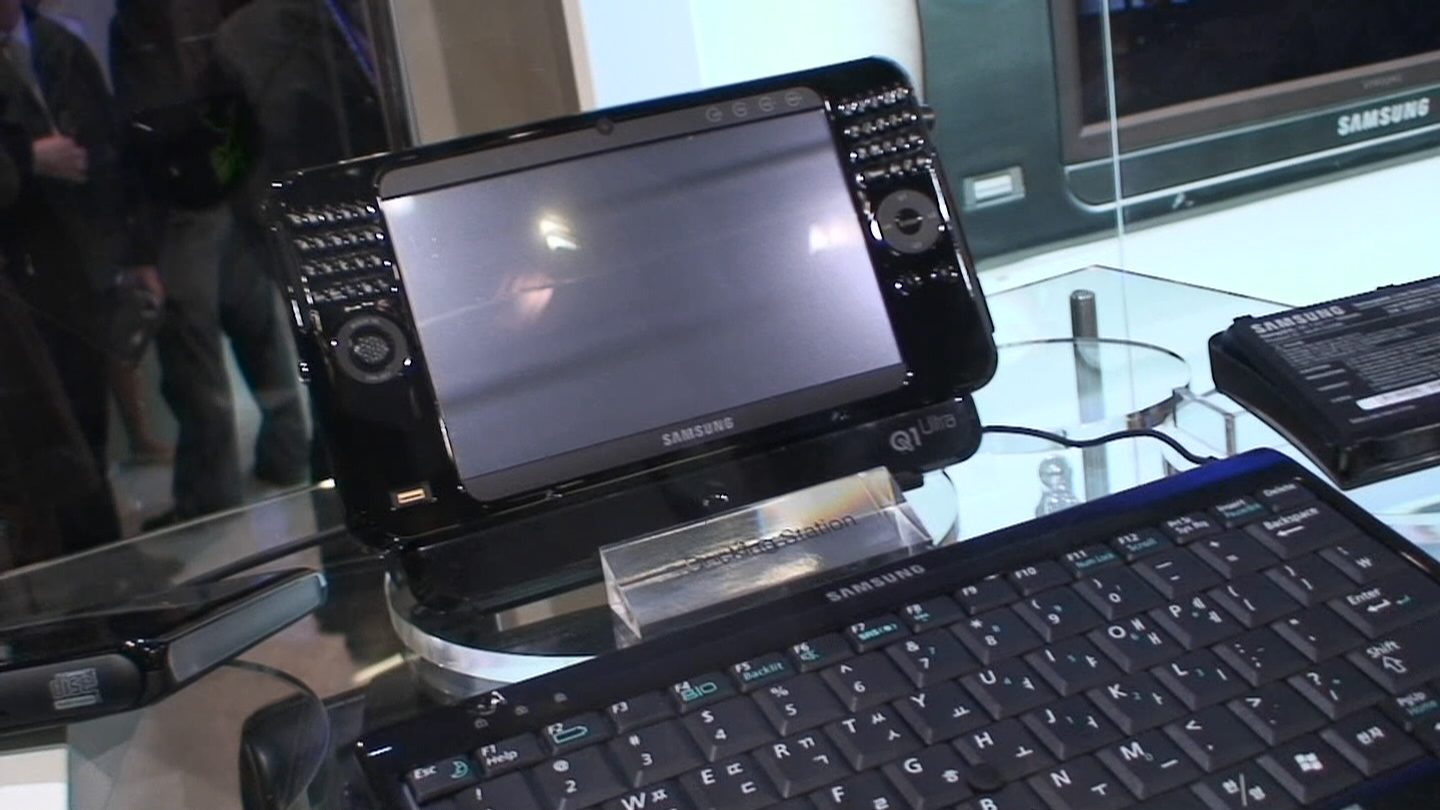
三星Q1

三星Q1超级移动电脑（UMPC）是三星電子于2006年生产的电脑，并且于2007年销售。

## 型号
三星的Q1系有着不同的型号版本，其中包括：
- 三星Q1 SSD
- 三星Q1F（Pentium M）
- 三星Q1 Ultra
- 三星Q1 Ultra Premium
- 三星Q1（Pentium M ULV/Celeron M ULV)
- 三星Q1b（VIA C7-M ULV 1.0GHz）

每一个版本都配有3节电池（可以连续使用5个小时）、外接键盘、触摸屏、完整的无线／连线互联网设备。